# Am Elfengrund 38
Das Wohnhaus in der Straße Am Elfengrund 38 ist ein Bauwerk in Darmstadt-Eberstadt.

## Geschichte und Beschreibung
Das Wohnhaus wurde in den 1930er-Jahren erbaut. Stilistisch gehört das Haus zum Internationalen Stil. Typische Details sind die Betonung der Horizontalen durch das Dach und die Gesimse, die schmalen Fenster und die Einfriedung aus Zyklopenmauerwerk.

## Denkmalschutz
Das Haus ist ein typisches Beispiel für den Internationalen Stil in den 1930er-Jahren in Darmstadt.
Das Wohnhaus ist aus architektonischen und stadtgeschichtlichen Gründen ein Kulturdenkmal.